# Porcellium golovatchi
Porcellium golovatchi – gatunek lądowego skorupiaka z rzędu równonogów i rodziny Trachelipodidae.
Równonóg o ciele długości do 5,3 mm i szerokości do 2,4 mm. Ubarwienie brudnobiałe z jasnobrązowawym nakrapianiem, czarnymi oczami i bezbarwnymi epimerami. Głowa i tergity delikatnie guzkowane. Oczy złożonymi z 12 omatidiów każde. Człon dosiebny biczyka czułków nieco ponad połowę krótszy niż jego człon odsiebny. Tylna część telsonu o krawdziach bocznych zbieżnych ku zaokrąglonemu wierzchołkowi.
Dwa znane osobniki odłowiono w 1986 roku w lesie, na wysokości 1250–1700 m n.p.m., 40 km na zachód od Mestii, w północnej Gruzji.